# Lars Poeck

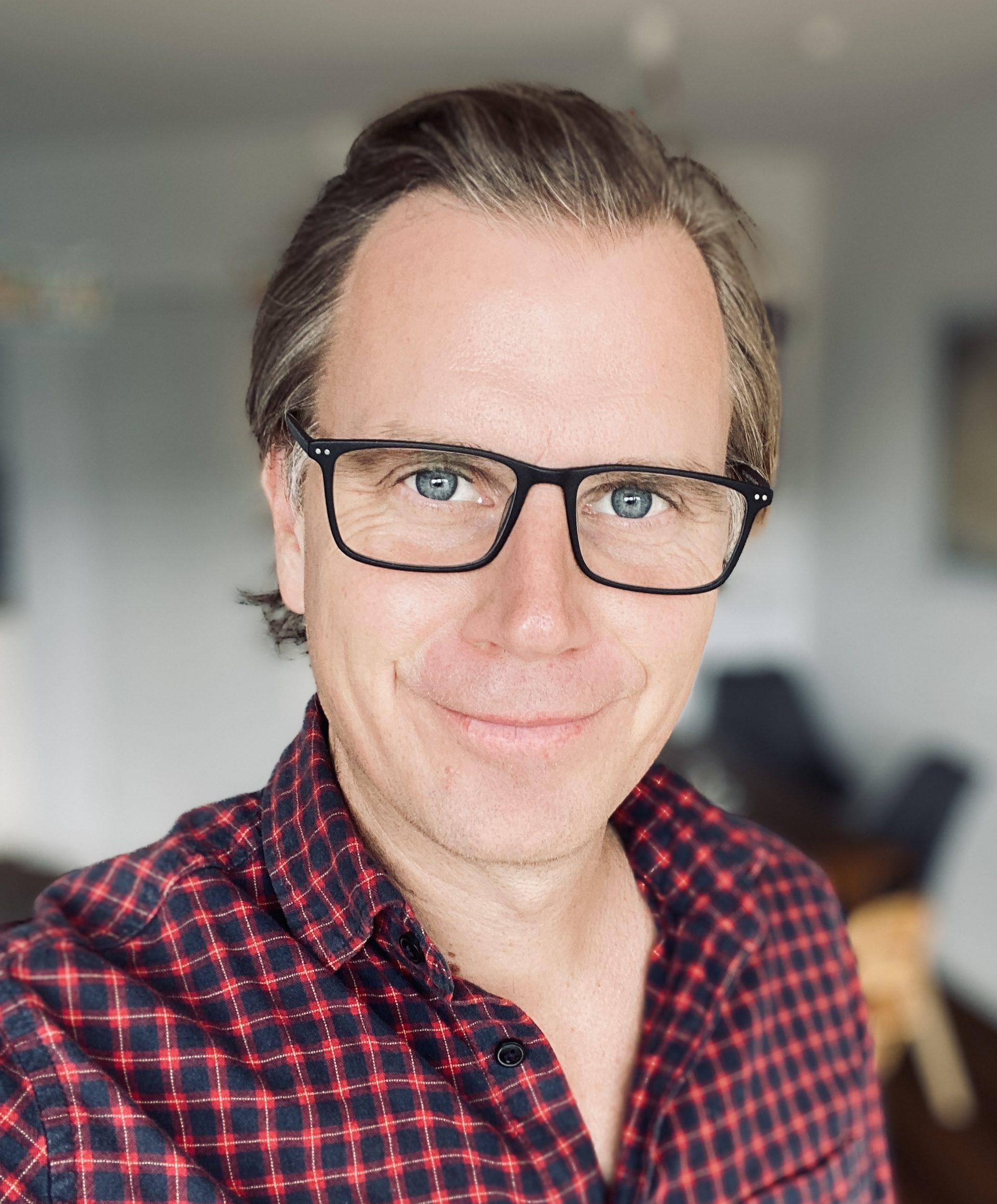
Lars Poeck

Lars Poeck (* 20. September 1974 in Stade) ist ein deutscher Fotograf und Musiker.

## Werdegang
Lars Poeck ist Autor von Fotografie-Ratgebern, Businessfotograf und Blogger in Berlin. Seine fotografische Laufbahn startete er als Gründer des Fotografie-Blogs „IG-Fotografie“, der sich an Fotografie-Amateure und Hobby-Fotografen richtet. Daraus entwickelte Poeck Tutorials in der Zeitschrift c’t, Online-Fotokurse, und verfasste Bücher.
Zudem war Lars Poeck Sänger und Gitarrist der Hamburger Indie-Popband zuhause.
Neben seinem Schaffen im Bereich Fotografie und Musik lebt und arbeitet Lars Poeck in Berlin als freiberuflicher Marketingberater.

## Veröffentlichungen

### Bücher
- Fotografieren in Berlin: 101 tolle Bildideen in der Hauptstadt, Humboldt Verlag, 2016. ISBN 978-3-86910-221-4
- Kreative Foto-Aufgaben: Woche für Woche bessere Fotos, Humboldt Verlag, 2017. ISBN 978-3-86910-366-2
- Kreative Foto-Aufgaben für jeden Tag: 365 Ideen und Aufgaben zum Lernen und Nachmachen,  Humboldt Verlag, 2020. ISBN 978-3-8426-5502-7
- Fotografieren lernen – Ganz einfach bessere Fotos, Die 25 Tage Challenge, Humboldt Verlag, 2022. ISBN  978-3-8426-5532-4
- Magische Bildgestaltung : 50 Inspirationen für bessere Fotos, Humboldt Verlag, 2022. ISBN 978-3-8426-5556-0

### Weitere Veröffentlichungen
- digitalphoto: Winter Wunder: Fotograf Lars Poeck unterwegs in Schweden[6]
- c’t Fotografie: Die Fotoaufgabe der Woche[2]